# Церковь Покрова Пресвятой Богородицы (Кучки)
Церковь Покрова Пресвятой Богородицы — православный храм в селе Кучки Сергиево-Посадского городского округа Московской области. Относится к Сергиево-Посадской епархии Русской Православной Церкви. 

## История
Небольшая деревня Кучки на реке Корешовка впервые упоминается в письменных источниках в 1514 году. В то время здесь уже была деревянная церковь Покрова.
В 1681 году дворцовое наследство перешло к вдове львовского князя С. И. Львова, казнённой вместе с астраханским митрополитом Иосифом во время восстания Разина.
Писатели[какие?] 1628 года говорят, что в Кучках находится деревянный храм Покрова Пресвятой Богородицы с престолом во имя святителя Алексия, митрополита Московского.
В 1714 году на средства львовской вотчины и прихожан был построен новый храм с такими же приделами. Новый хозяин села Кучки граф П. И. Толстой построил каменную церковь вместо деревянной.
В 1821 году начали расширять трапезу и строить каменную колокольню, которую освятили уже в 1853 году. В церкви три престола: в честь Покрова Пресвятой Богородицы, в тёплой трапезной во имя Святитель Алексий, митрополит Московский и в честь Смоленской иконы Божией Матери.
С 1873 года приходы церкви села Кучки, Покровское кладбище в Меленках и Церковь Благовещения на Дмитриевском кладбище в Дунницах (обе церкви были разрушены в советское время). Приход состоял из села Кучки, в котором было 107 душ ревизии, Дунницкое кладбище — 7 душ и села татар — 46, Неверово — 97, Окоёмово — 118, Устиново — 54, Самотовино — 54, Фролово — 21, Овчинниково −34, Кошелево. — 12, Высоково — 1, Дьяконово — 68, Никитское — 22, Фалисово — 61, Корешово — 32, Уварово — 1, Солнцово — 26, Судниково — 84, Кузьмино — 86, на приходских землях проживало 12 раскольников.
Всего в нём (приходе) было 946 ревизских душ.
В 1884 году в селе появился священник (помощник настоятеля) Алексей Ястребецев. В церковном доме, в своей квартире открыл приходскую школу. Он учил детей бесплатно. Алексей Иванович Ястребцев, сын священника, после окончания Владимирской духовной семинарии в 1862 году с аттестатом второго класса был домашним учителем для детей графа Михаила Владимировича Толстого.
Известно, что в 1709 году Иван Кириллов служил священником в Кучках, а его сын Фёдор Иванов — диаконом. При церкви была приходская школа.
После советского времени от храма остались только стены с полустёртыми фресками и купол.
Уже сегодня самоотверженные русские солдаты Иван и Юрий, пожелавшие, чтобы их имена оставались неизвестными, воздвигли крест на куполе.
В настоящее время в Покровской церкви проходят молебны и поминальные службы.

## Духовенство
- Настоятель храма — священник Александр Худяков[3].

## Приделы
- Святого Алексия, митрополита Московского (2 июня, 25 февраля, 18 октября).

- Смоленской иконы Божией Матери (10 августа).